# Портуналія

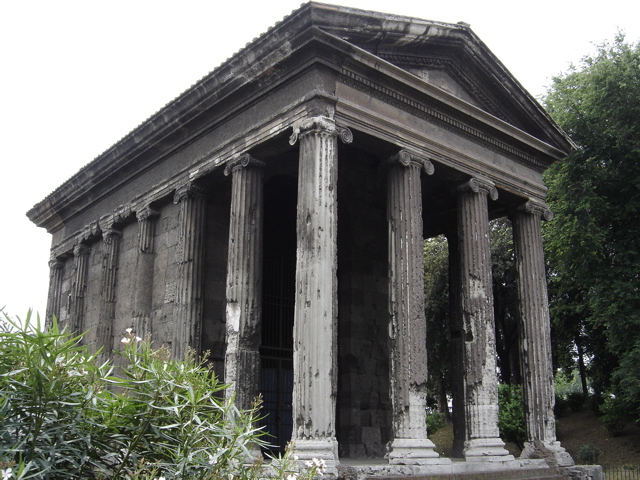
Храм Портуна у Римі

Портуналія — у Стародавньому Римі свято на честь бога Портуна, яке святкувалося 17 серпня.
Свято, що відзначалося на сімнадцятий день до календ вересня було незначною подією в році. У цей день головною церемонією були ключі кинуті у вогонь для удачі в дуже урочистій атмосфері. Атрибутом Портуна — бога портів і гаваней завжди були ключі. Його храм є одним з ключових у Римі і знаходиться на Бичачому форумі.